# Fred Theobald
Alfred „Fred” Theobald (ur. 19 czerwca 1950 w Pirmasens) – zachodnioniemiecki zapaśnik walczący w stylu klasycznym. Olimpijczyk z Montrealu 1976, gdzie zajął dziesiąte miejsce w kategorii 90 kg.
Brązowy medalista mistrzostw świata w 1975; szósty w 1973. Trzeci na mistrzostwach Europy w 1976.
Mistrz RFN w 1974, 1975, 1976 i 1978; drugi w 1970, 1971 i 1972; trzeci w 1977 roku.